# Laneuveville-lès-Lorquin
 Laneuveville-lès-Lorquin  es una comuna        y población de Francia, en la región de Lorena, departamento de Mosela, en el distrito de Sarrebourg y cantón de Lorquin.
Su población en el censo de 1999 era de 73 habitantes.
Está integrada en la Communauté de communes du Pays des Deux Sarres .

## Demografía
| 108 | 108 | 112 | 89 | 70 | 73 |
| Para los censos de 1962 a 1999 la población legal corresponde a la población sin duplicidades (Fuente: INSEE [Consultar]) |     |     |    |    |    |